# أنتوني فيشر (لاعب كرة سلة)
أنتوني فيشر (بالإنجليزية: Anthony Fisher) مواليد 24 يناير 1994، هو لاعب كرة سلة أسترالي بدأ مسيرته الاحترافية في سنة 2014 ويحمل الرقم 32.